# Typhlops dominicanus
Espèce
Synonymes
- Antillotyphlops dominicanus (Stejneger, 1904)
- Typhlops cinereus Cuvier in Guérin-méneville, 1830

Typhlops dominicanus est une espèce de serpents de la famille des Typhlopidae. 

## Répartition
Cette espèce est endémique des Antilles. Elle se rencontre :
- en Dominique ;
- en Guadeloupe sur les îles de Basse-Terre et de Grande-Terre.

## Taxinomie
La sous-espèce Typhlops dominicanus guadeloupensis a été élevée au rang d'espèce.

## Publication originale
- Stejneger, 1904 : The herpetology of Porto Rico. Annual Report of the United States National Museum for 1902, p. 553-724 (texte intégral).